# منطقه کلان‌شهری

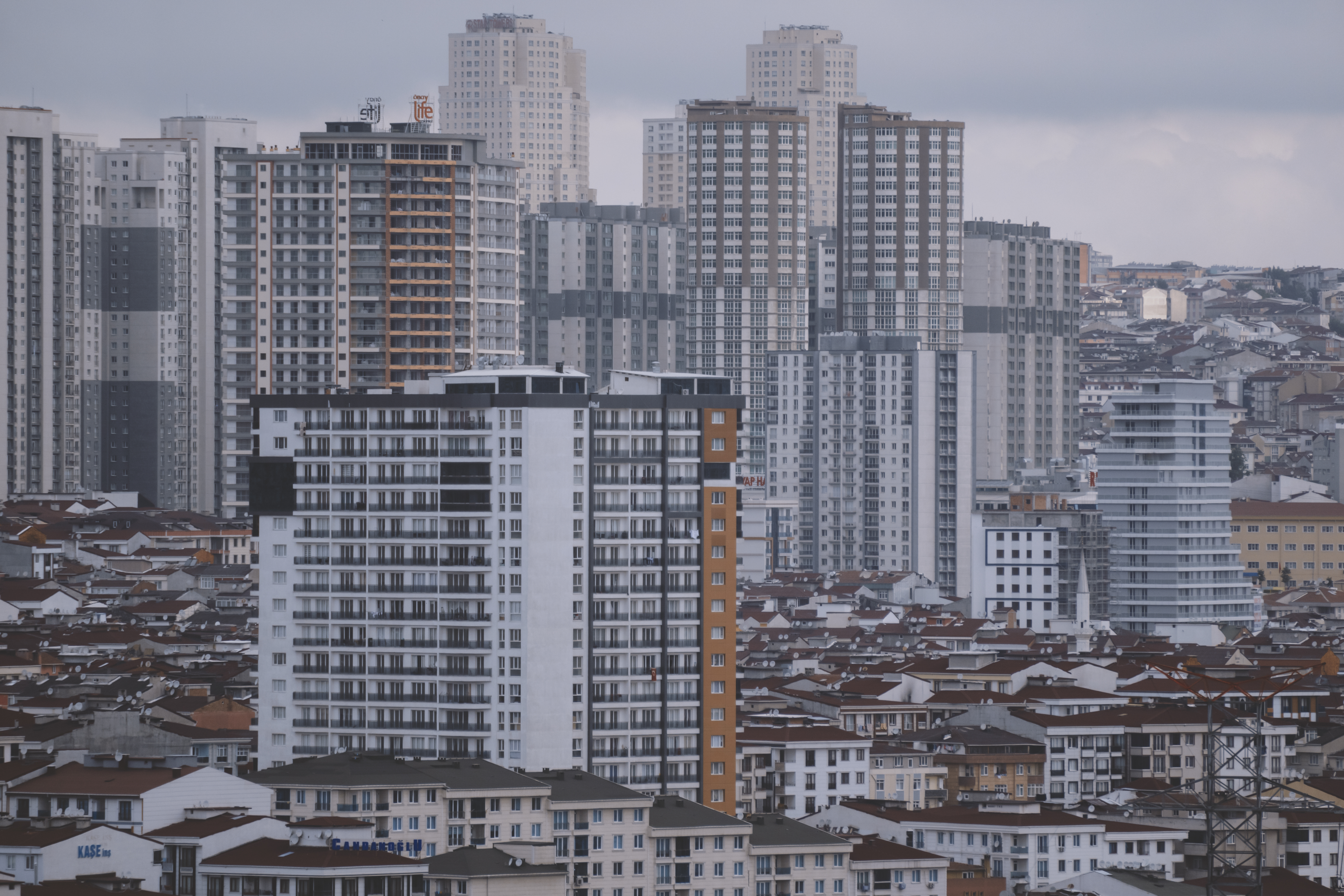
کلانشهر استانبول بزرگ‌ترین شهر در کشور ترکیه

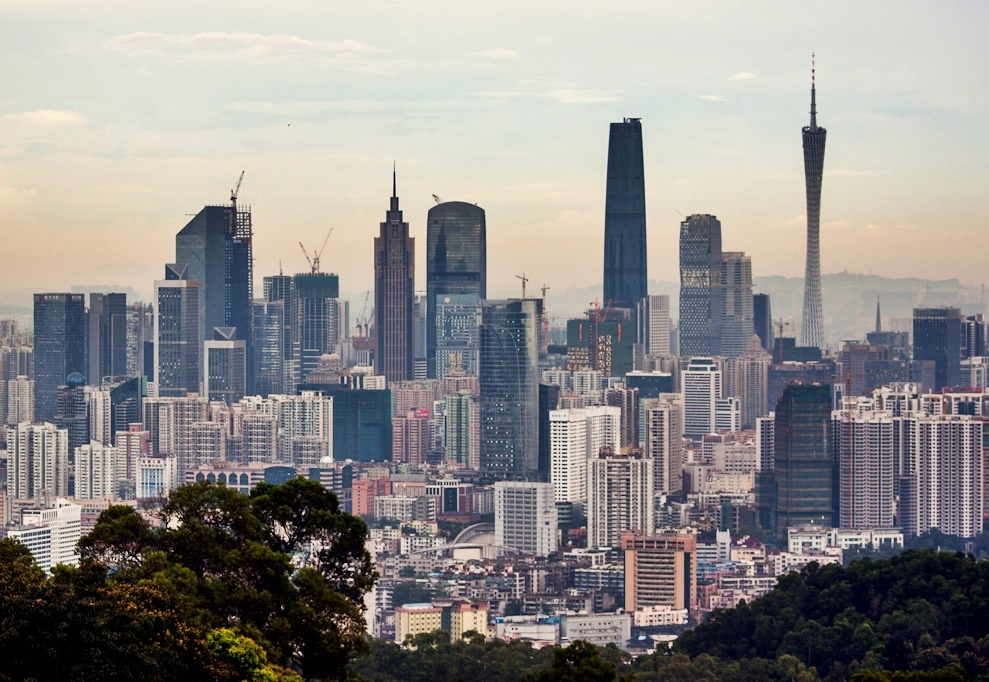
منطقه شهری گوانگژو، پرجمعیت‌ترین منطقهٔ کلانشهری جهان

منطقه شهری توکیو، دومین منطقهٔ کلانشهری پرجمعیت جهان

منطقهٔ کلان‌شهری (به انگلیسی: Metropolitan Area) متشکل شده‌است از یک هستهٔ پرجمعیت شهری با درجهٔ اشتغال بالا به همراه حومهٔ آن که از لحاظ اجتماعی و اقتصادی توسط رفت‌وآمد با هستهٔ مرکزی شهری در ارتباط است. از منطقهٔ شهری با عنوان‌های دیگری نظیر «کمربند شهری» و «بازار کار منطقه» نیز نام برده می‌شود.
«پهنهٔ کلانشهری» از مفاهیم مهم برای سنجش بزرگ‌ترین کلان‌شهرهای دنیاست. این مفهوم مبتنی بر گسترهٔ بازار کاری است که به نوعی به عنوان هستهٔ اشتغال (ناحیه‌ای با انبوهی از مشاغل در دسترس) و نواحی مجاور آن تعریف می‌شود که گره‌های ارتباطی مستحکمی با هسته دارد.

## منطقه‌های کلان‌شهری جهان به ترتیب جمعیت[۲]
| ترتیب | منطقه کلان‌شهری | جمعیت      | کشور                |
| ----- | -------------- | ---------- | ------------------- |
| ۱     | گوانگژو        | ۴۹٬۷۰۰٬۰۰۰ | چین                 |
| ۲     | توکیو          | ۳۹٬۵۰۰٬۰۰۰ | ژاپن                |
| ۳     | شانگهای        | ۳۱٬۹۰۰٬۰۰۰ | چین                 |
| ۴     | جاکارتا        | ۲۸٬۱۰۰٬۰۰۰ | اندونزی             |
| ۵     | دهلی           | ۲۶٬۴۰۰٬۰۰۰ | هند                 |
| ۶     | سئول           | ۲۴٬۴۰۰٬۰۰۰ | کره جنوبی           |
| ۷     | کراچی          | ۲۴٬۳۰۰٬۰۰۰ | پاکستان             |
| ۸     | مانیل          | ۲۳٬۳۰۰٬۰۰۰ | فیلیپین             |
| ۹     | بمبئی          | ۲۳٬۲۰۰٬۰۰۰ | هند                 |
| ۱۰    | مکزیکوسیتی     | ۲۲٬۱۰۰٬۰۰۰ | مکزیک               |
| ۱۱    | نیویورک        | ۲۲٬۰۰۰٬۰۰۰ | ایالات متحده آمریکا |
| ۱۲    | سائوپائولو     | ۲۱٬۸۰۰٬۰۰۰ | برزیل               |
| ۱۳    | پکن            | ۲۱٬۱۰۰٬۰۰۰ | چین                 |
| ۱۴    | لس آنجلس       | ۱۸٬۶۰۰٬۰۰۰ | ایالات متحده آمریکا |
| ۱۵    | اوزاکا         | ۱۷٬۸۰۰٬۰۰۰ | ژاپن                |
| ۱۶    | داکا           | ۱۷٬۶۰۰٬۰۰۰ | بنگلادش             |
| ۱۷    | لاگوس          | ۱۷٬۱۰۰٬۰۰۰ | نیجریه              |
| ۱۸    | مسکو           | ۱۶٬۹۰۰٬۰۰۰ | روسیه               |
| ۱۹    | قاهره          | ۱۶٬۸۰۰٬۰۰۰ | مصر                 |
| ۲۰    | بوئنوس آیرس    | ۱۵٬۸۰۰٬۰۰۰ | آرژانتین            |
| ۲۱    | کلکته          | ۱۵٬۵۵۲٬۰۰۰ | هند                 |
| ۲۲    | بانکوک         | ۱۵٬۳۰۰٬۰۰۰ | تایلند              |
| ۲۳    | تهران          | ۱۵،۰۰۰،۰۰۰ | ایران               |
| ۲۴    | ریودوژانیرو    | ۱۴٬۵۰۰٬۰۰۰ | برزیل               |